# Катберт Ліндісфарнський
Катберт Ліндісфарнський (близько  634 – 20 березня 687) –  англосаксонський святий ранньої Нортумбрійської церкви кельтської традиції. Відомий як монах, єпископ і відлюдник, пов’язаний з монастирями Мелроуз і Ліндісфарн у Королівстві Нортумбрія, зараз це сучасна територія північно-східної Англії та південно-східної Шотландії. Він був популярним як за життя, так і після смерті, коли став популярним середньовічним святим Північної Англії. Центром культу стала його могила в Даремському соборі. Катберт вважається покровителем Нортумбрії. Його пам’ять вшановують 20 березня (Католицька Церква, Церква Англії, Православна Церква, Єпископальна Церква) та 4 вересня (Церква Вельсу, Католицька Церква).
Катберт виріс у Лодердейлі або його околицях, поблизу Старого Мелроузського абатства, дочірнього будинку Ліндісфарна, що сьогодні знаходиться в Шотландії. Він вирішив стати ченцем після того, як у ніч 651 року побачив видіння про те, що Айден, засновник Ліндісфарна, помер. Але за деякими даними, до того, він мав певний досвід військової служби. Незадовго після 655 року його призначили гостем-майстром у новому монастирі в Ріпоні, але йому довелося повернутися разом з Етою з Хексема до Мелроуза, коли Вільфрід отримав монастир замість нього. Приблизно в 662 році він став пріором у Мелроузі, а близько 665 року став пріором Ліндісфарна. У 684 році його зробили єпископом Ліндісфарна, але наприкінці 686 року він пішов у відставку та повернувся до свого скиту, оскільки відчував, що ось-ось помре. Ймовірно, тоді йому було близько 50 років.

## Життя

### Походження
Катберт народився в Данбарі, імовірно, в знатній родині. На той час це була частина англосаксонської Нортумбрії, а зараз це Східний Лотіан, Шотландія. Дата його народження відома лише приблизно. Це близько до середини 630-х років, десь через десять років після навернення короля Нортумбрії Едвіна в християнство у 627 році, за яким повільно послідувала решта його народу. Політика королівства в цьому була насильницькою, і пізніше були епізоди язичницького правління, тоді як поширення християнства через королівство було завданням, яке тривало протягом усього життя Катберта. Едвін був хрещений Пауліном Йоркським, римлянином, який прибув із григоріанською місією з Риму, але його наступник Освальд також запросив ірландських ченців з Йони, які заснували монастир у Ліндісфарні, де Катберт провів більшу частину свого життя. Це було близько 635 року, приблизно в той час, коли народився Катберт. 

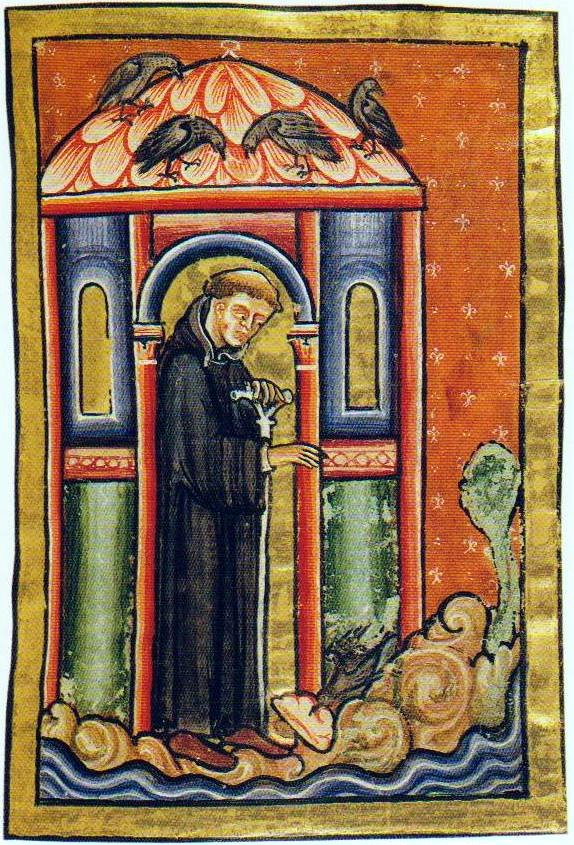
Святий Катберт з воронами

Напруга між римським і кельтським християнством часто загострювалася. Практично сучасник Катберта, Вільфрід був непримиренним і сварливим прихильником римських звичаїв. Цей конфлікт мав вплив на життя та діяльність Катберта. Він, хоч і отримав освіту в кельтській традиції, наслідував свого наставника Ету в прийнятті римських форм, очевидно, без труднощів, після синоду Вітбі в 664 році. Найдавніші біографії зосереджуються на кількості чудес, які супроводжували навіть його раннє життя, але він, очевидно, був невтомним як мандрівний священик, що поширював християнську звістку у віддалених селах, а також міг справити враження на королівську владу та дворянство. На відміну від Вільфріда, його стиль життя був суворим, і коли він міг, він жив життям відлюдника, хоча все ще приймав багато відвідувачів. 
За часів Катберта англосаксонське Королівство Нортумбрія включало, висловлюючись сучасними назвами, частину північної Англії, а також частини південно-східної Шотландії з перервами та мінливими кордонами аж до Ферт-оф-Форт. Катберт, можливо, походив з околиць Данбара в гирлі затоки Ферт-оф-Форт у сучасній Шотландії, хоча в «Життях батьків, мучеників та інших головних святих» («Житія Батлера») Албана Батлера мовиться, що він виховувався у дитинстві поблизу Мелроуза. Згадки про виховання, можливо, є ознакою шляхетного походження, як і посилання на те, що він їздив верхи у молодості. Одного разу вночі, ще хлопчиком, коли він працював пастухом, йому було видіння душі Айдена, яку ангели несли на небо, а пізніше дізнався, що той помер тієї ж ночі. Едвін Бертон вважає те, що хлопчиком він пас овець на пагорбах поблизу того монастиря, натяком на низьке походження. Схоже, він був на військовій службі, але в якийсь момент він приєднався до нового монастиря в Мелроузі під керівництвом пріора Боісіла. Після смерті Боісіла в 661 році Катберт став його наступником на посаді пріора. Катберт, можливо, був троюрідним братом короля Елдфріта Нортумбрійського (згідно з ірландськими генеалогіями), що може пояснити його пізнішу пропозицію коронувати Елдфріта як монарха.

### Діяльність
Слава Катберта про благочестя, старанність і слухняність зростала. Коли Ельфріт, король Дейри, заснував новий монастир у Ріпоні, Катберт став його praepositus hospitum або гостем-майстром під керівництвом Ети. Коли Вільфріда призначили абатом монастиря, Ета та Катберт повернулися до Мелроуза. Хвороба вразила монастир у 664 році, і поки Катберт одужав, настоятель помер, і Катберт став пріором замість нього. Він проводив багато часу серед людей, задовольняючи їхні духовні потреби, здійснював місіонерські подорожі, проповідував та творив дива.

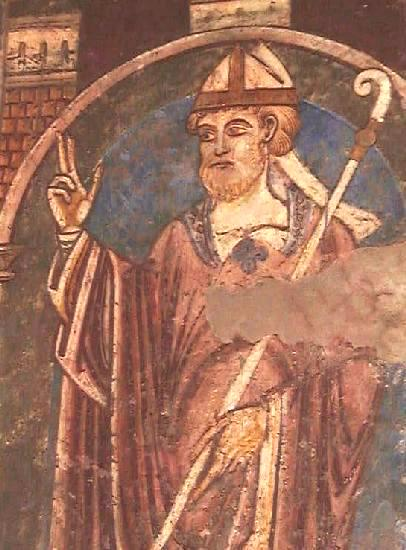
Настінний розпис 12 століття із зображенням Святого Катберта в Даремському соборі

Після Синоду у Вітбі Катберт, здається, прийняв римські звичаї, і його старий абат Ета закликав його ввести їх у Ліндісфарні владою настоятеля. Його аскетизм доповнювався його чуйністю та щедрістю до бідних, а його репутація дарування зцілення та провидіння спонукала багатьох людей звертатися до нього за консультаціями, що принесло йому славу «Чудотворця Британії». Він продовжував свою місіонерську роботу, об’їздивши всю країну від Бервіка до Галовея, щоб виконувати душпастирську роботу, і заснувавши ораторій у Даллі, Шотландія, укомплектований великим кам’яним хрестом і маленькою келією для себе. Також стверджують, що він заснував церкву Святого Катберта в Единбурзі.

### Життя відлюдника

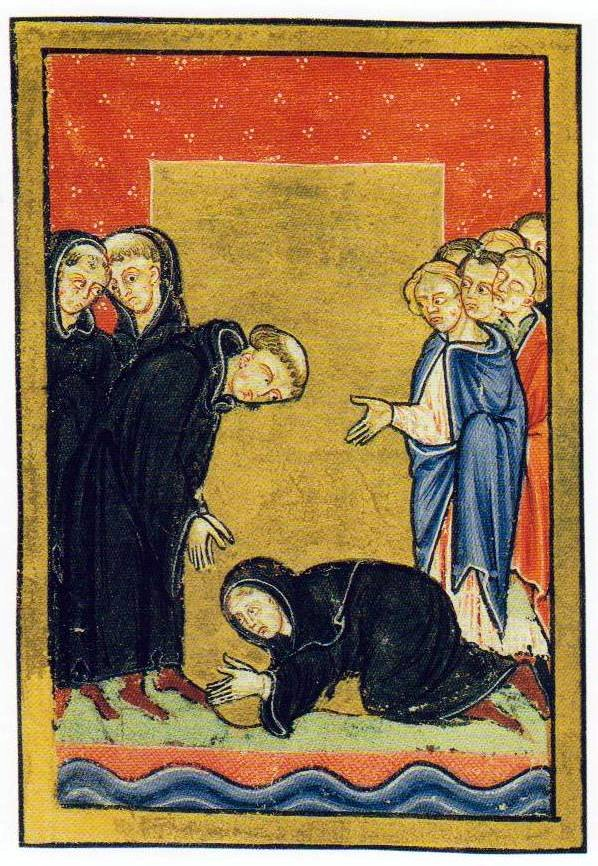
Катберт зустрічає Ельфледу з Вітбі на острові Кокет, «Життя Катберта» Беди, 12 століття

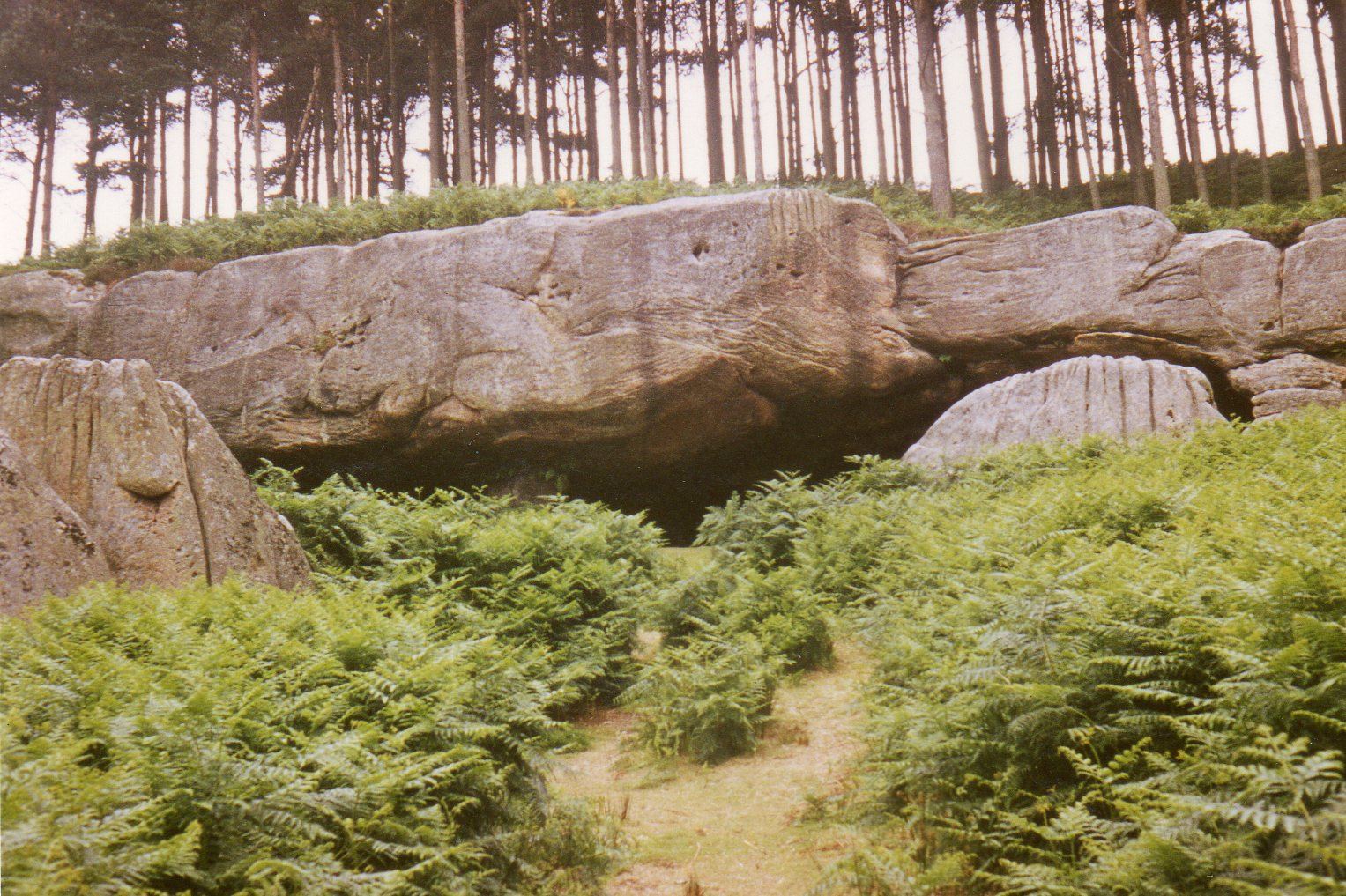
Печера Катберта у Холберні, між Белфордом і Ловіком

Катберт пішов у відставку в 676 році, керований бажанням більш споглядального життя. З дозволу абата він переїхав до місця, яке архієпископ Ейр ототожнював з островом Святого Катберта поблизу Ліндісфарна, але яке, на думку Рейна, було поблизу Холберна, в місці, яке зараз відомо як Печера Святого Катберта. Невдовзі після цього Катберт переїхав на острів Іннер-Фарн, за дві милі від Бамбурга, біля узбережжя Нортамберленда, де він віддався життю у великій аскезі. Спочатку він приймав відвідувачів, але пізніше він обмежився своєю келією і відкривав у ній вікно лише для того, щоб дати своє благословення. Він не міг відмовитися від розмови зі святою абатисою та королівською дівою Ельфледою, дочкою Освіу з Нортумбрії, яка замінила святу Гільду на посту абатиси Вітбі в 680 році. Зустріч відбулася на острові Кокет, далеко на південь від узбережжя Нортамберленда.

### Обрання єпископом, Ліндісфарн і смерть
У 684 році Катберт був обраний єпископом Хексема на синоді в Твіфорді (вважається, що це сучасний Алнмут), але він не хотів залишати своє життя відлюдника та братись за церковні обов’язки. Лише після візиту великої делегації, включно з королем Егфрітом, він погодився повернутися й взяти на себе обов’язки єпископа, але замість цього як єпископ Ліндісфарну, помінявшись з Етою, який поїхав до Хексема, замість Катберта. Катберт був висвячений у Йорку архієпископом Теодором і шістьма єпископами 26 березня 685 року. Але після Різдва 686 року він повернувся до своєї келії на острові внутрішній Фарн, де й помер 20 березня 687 року після важкої хвороби. Того ж дня він був похований у Ліндісфарні. Після довгих подорожей, рятуючись від данців, його останки, як вважалося, вирішили знайти притулок в Даремі, що стало причиною заснування міста та Даремського собору. Євангеліє Святого Катберта є одним із предметів, які пізніше вилучили з труни Святого Катберта. Воно є цінною реліквією.

## Спадщина
Після смерті Катберта численні дива приписувалися його заступництву та заступницькій молитві біля його останків. Зокрема, Альфред Великий, король Вессекса, був натхненний і підбадьорений у своїй боротьбі проти датчан видінням або сном про Катберта. Після цього королівський дім Вессекса, який став королівським домом Англії, висловив відданість Катберту. Це також мало політичну мету, оскільки вони походили з різних кінців країни. За словами Мішель Браун, Катберт був «постаттю примирення та центром об’єднання реформованої ідентичності Нортумбрії та Англії» після поглинання датського населення англосаксонським суспільством. 

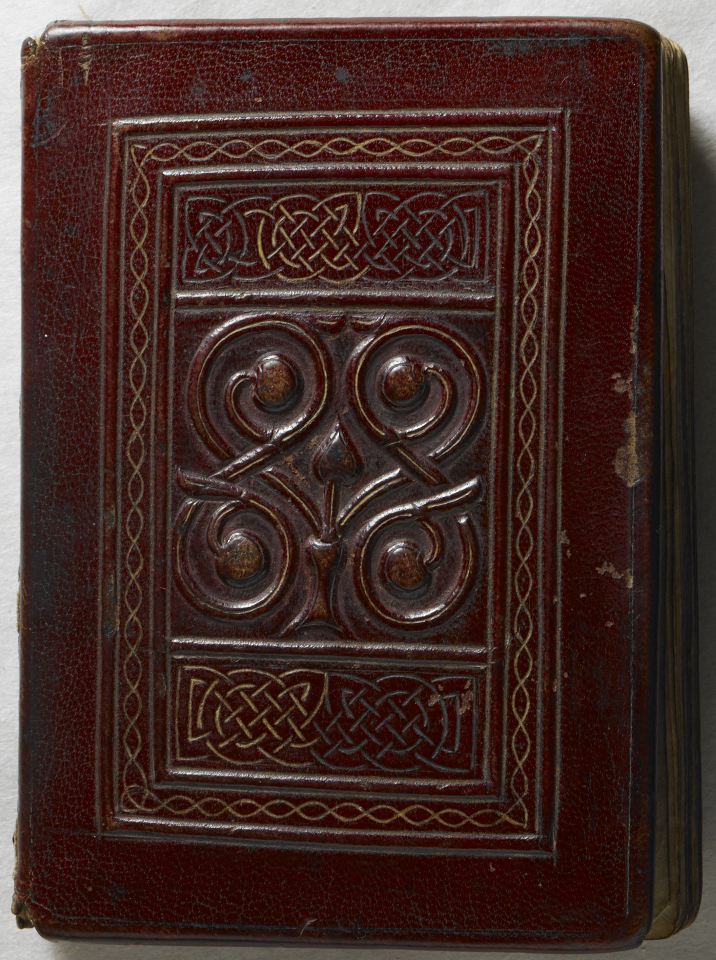
Обкладинка Євангелія Святого Іоанна від Святого Катберта, вилученого з його труни. Оригінальна палітурка з червоної козячої шкіри кози з фурнітурою є найдавнішою із західних палітурок.

Історик VIII століття Беда описав у віршах та прозі життя святого Катберта близько 720 року. Він був описаний як «можливо, найпопулярніший святий в Англії до смерті Томаса Бекета в 1170 році». У 698 році Катберт був перепохований у Ліндісфарні в декорованій дубовій труні, яку тепер зазвичай називають труною святого Катберта, хоча він повинен був мати багато інших трун. У 995 році «громада Катберта» оселилася в Даремі, керуючись тим, що, як вони вважали, була волею святого, оскільки фургон, що перевозив його труну назад до Честер-ле-Стріт, після тимчасового виїзду через з датське вторгнення, сильно загрузла на дорозі.
У період середньовіччя Катберт відіграв важливу роль у визначенні ідентичності людей, що жили в Нортумбрії на північ від Тиса. Симеон зазначив, що саме «народ Святого Катберта», тобто «весь народ між річками Тис і річками Твід», провів невдалу кампанію проти шотландців у битві при Кархемі в 1018 році. Наприкінці XI століття єпископи Дарема заснували напів автономний регіон, відомий як Даремська територія, а пізніше як пізніше Пфальц Дарем, між річками Тайн і Тис. У цій області єпископ Даремський мав майже таку ж владу, як і сам король Англії, і святий став потужним символом автономії, якою користувався регіон. Мешканці Пфальцу стали відомі як haliwerfolc, що приблизно перекладається як «люди святого», а Катберт отримав репутацію небесного захисника свого володіння.
Наприклад, існує легенда про те, що під час битви при Невіллс-Кросі в 1346 році пріор абатства в Даремі отримав видіння про Катберта, який наказав йому взяти корпорал святого і підняти його на вістря списа поблизу поля бою як прапор. Роблячи це, пріор і його монахи опинилися під захистом «посередництвом святого Кутберта у присутності згаданої святої реліквії».
Незалежно від того, правдива історія про видіння чи ні, прапор святого Катберта регулярно несли в боях проти шотландців аж до Реформації. Він служив гарним прикладом того, як святого Катберта вважали захисником свого народу. Сучасна інтерпретація Прапора, розроблена вченим Університету Нортумбрії Фіоною Ресайд-Елліотт і вишита місцевою художницею по текстилю Рут О'Лірі, зараз виставлена в храмі святого в Даремському соборі. Культ Катберта також сподобався наверненим данцям, які тепер становили більшу частину населення Королівства Йорк, а також був прийнятий норманами, коли вони захопили Англію. Храм Катберта в Даремському соборі був головним місцем паломництва протягом Середньовіччя, поки його не розібрали уповноважені Генріха VIII під час розпуску монастирів.

## Реліквії
Згідно з життям святого Беди, коли саркофаг Катберта було відкрито через одинадцять років після його смерті, було виявлено, що його тіло було ідеально збереженим або нетлінним. 

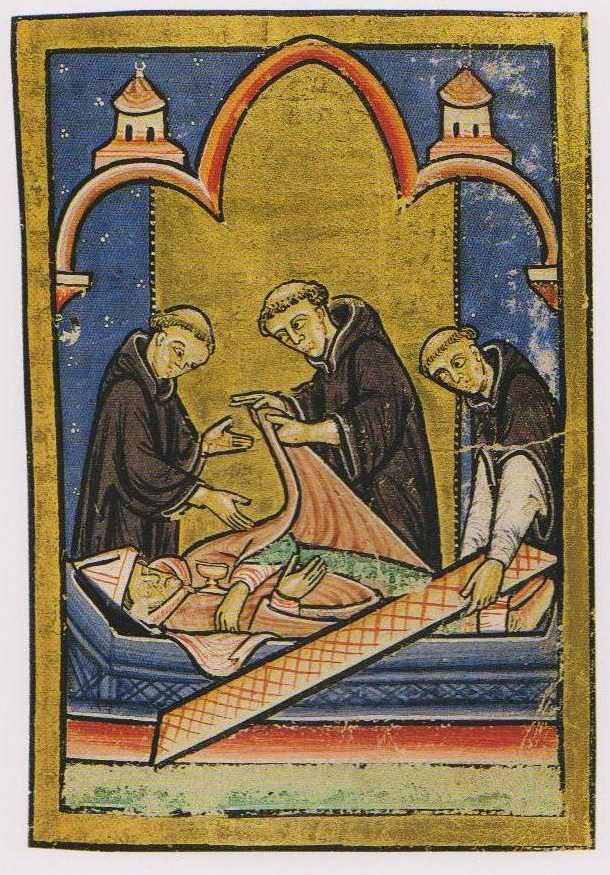
Нетлінне тіло Катберта з «Життя Катберта» Беди, 12 століття

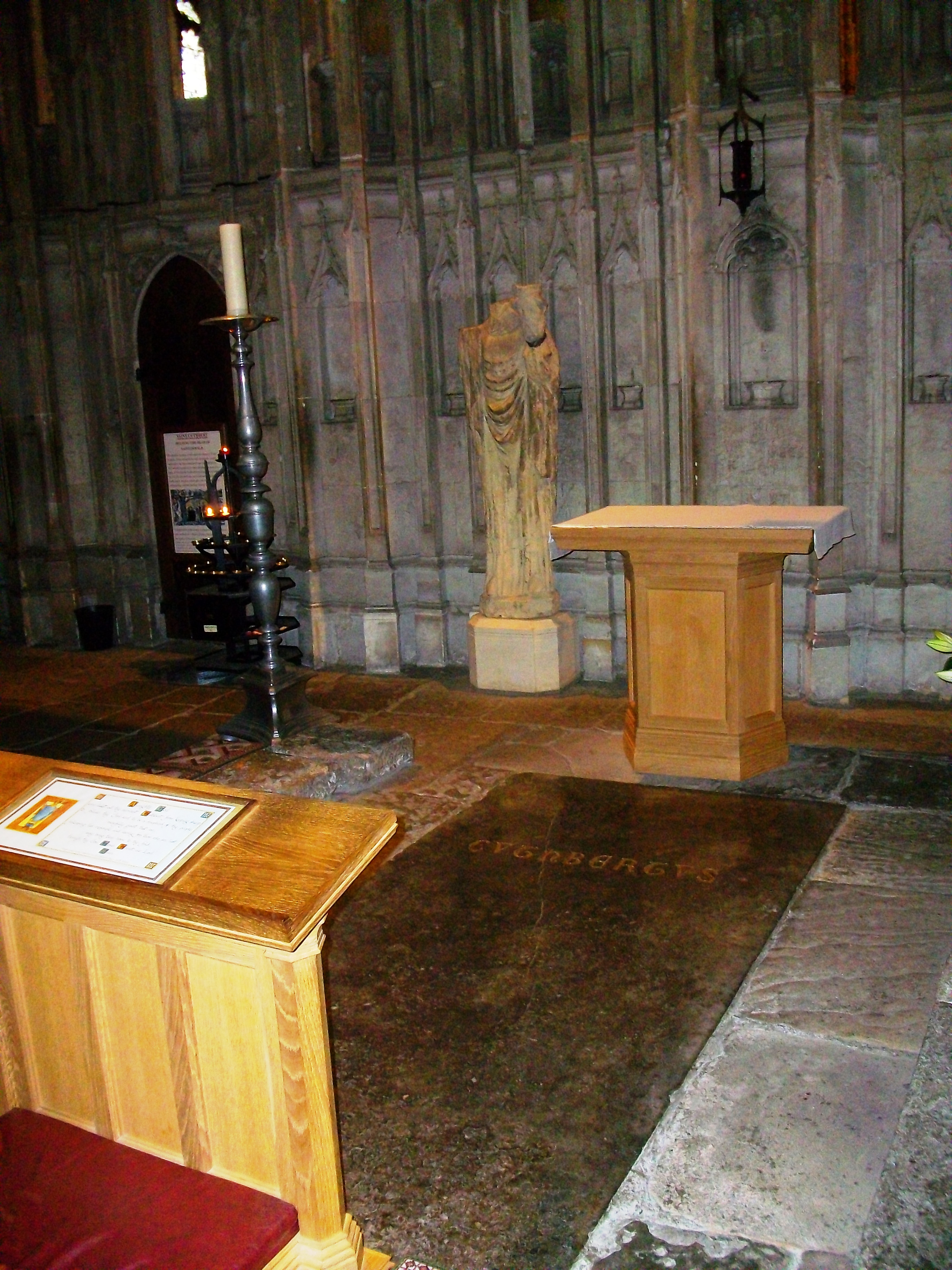
Розташування могили Святого Катберта перепохованої в Даремському соборі; позаду пошкоджена статуя Святого Катберта, що тримає голову Святого Освальда. Його голова була перепохована разом з Катбертом

Це очевидне чудо призвело до постійного зростання посмертного культу Катберта, до того моменту, коли він став найпопулярнішим святим Північної Англії. Його заступництву та заступницькій молитві біля його останків приписували численні чудеса.
У 875 році данці захопили монастир Ліндісфарн, і монахи втекли, несучи тіло святого Катберта з собою по різних місцях, включаючи Мелроуз. Після семи років поневірянь він знайшов місце спочинку у все ще існуючій церкві Св. Катберта в Честер-ле-Стріт до 995 року, коли чергове датське вторгнення призвело до його переміщення в Ріпон. Тоді святий повідомив, як вважалося, що бажає залишитися в Даремі. Була побудована нова кам’яна церква – так звана «Біла церква» – попередниця нинішнього величного собору. У 999 році його мощі були поховані в новій церкві 4 вересня, що зберігається як свято його перенесення до Даремського собору і як необов’язковий день пам’яті у католицькій церкві Англії. У 1069 році єпископ Етельвін намагався перевезти тіло Катберта до Ліндісфарна, щоб втекти від короля Вільгельма Завойовника на початку підкорення Півночі.

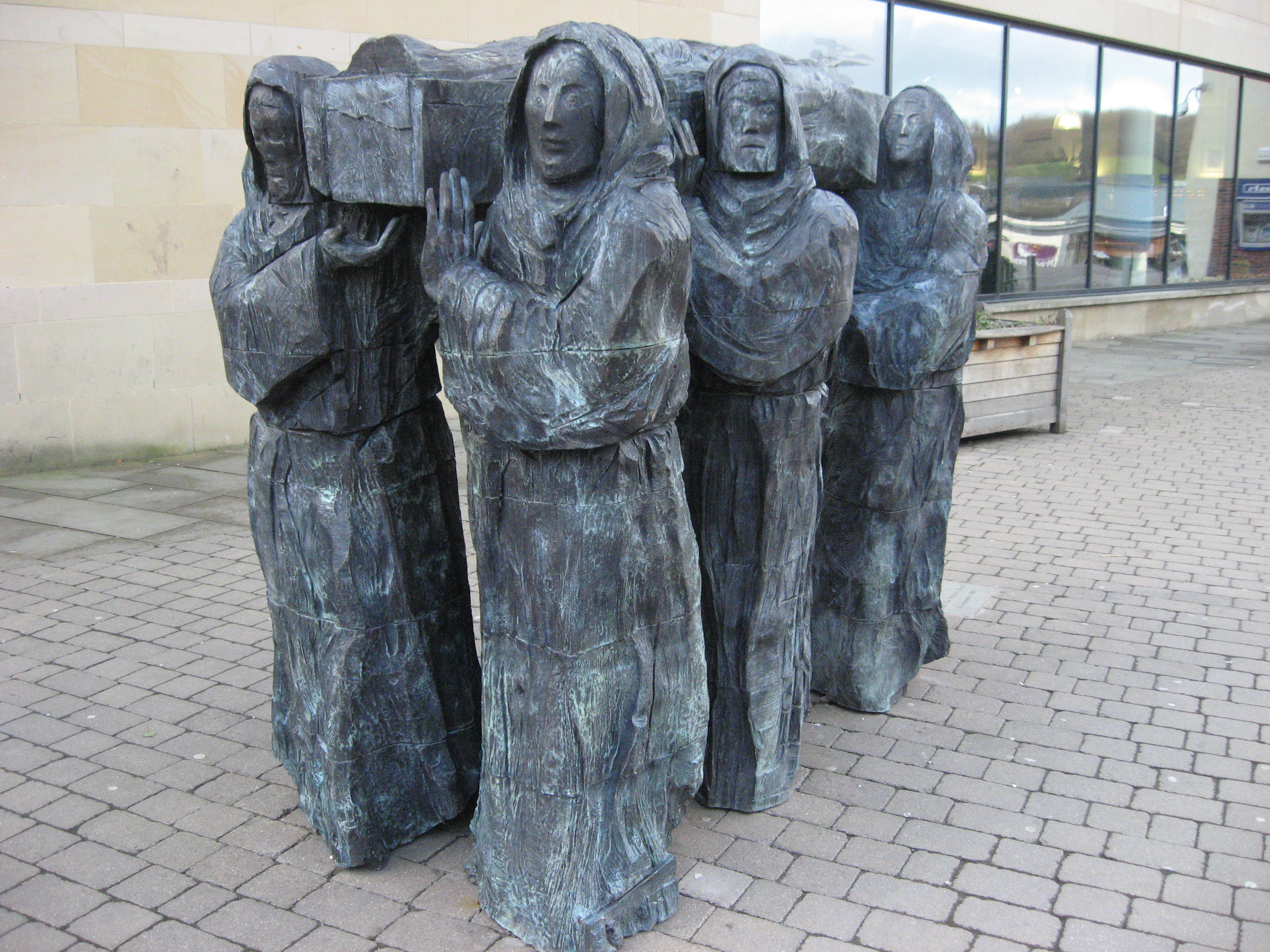
«Подорож», сучасна скульптура, яка показує подорожі громади Ліндісфарна, автор Фенвік Лоусон. Встановлена на площі Тисячоліття, Дарем.

У 1104 році могилу Катберта знову відкрили, а його мощі перенесли до нового святилища за вівтарем нещодавно завершеного собору. Коли скриню було відкрито, була знайдена маленька книга Євангелія від Іоанна розміром 138 на 92 міліметри (5,4 × 3,6 дюйма), тепер відома як Євангеліє Святого Катберта. Нині вона зберігається у Британській бібліотеці (додана під номером MS 89000), раніше відома як Стоніхерстське Євангеліє. Це найстаріша західна книга, яка зберегла оригінальну палітурку з тонко декорованої шкіри. Значно пізніше також було знайдено набір одягу 909–916 років, виготовленого з візантійського шовку з візерунком «Богиня природи», зі столою і прикрасами в надзвичайно рідкісній англосаксонській вишивці або opus anglicanum, які були збережені в його могилі королем Етельстаном (правління 924–939) під час паломництва, коли святиня Катберта була в Честер-ле-Стріт.
Святилище Катберта було знищено під час розпуску монастирів, але, як не дивно, його мощі вціліли й досі поховані на цьому місці, хоча їх також викопали в ХІХ столітті, коли його дерев’яну труну та різні реліквії було вилучено. Труна Святого Катберта (фактично одна з кількох трун), реконструйована Ернстом Кітцінгером та іншими, залишається в соборі та є важливим рідкісним ужитком англосаксонської різьби по дереву. Під час останнього огляду труни 17 травня 1827 року було знайдено саксонський квадратний хрест із золота, прикрашений гранатами, у характерній розпростертій формі, який пізніше використовувався як геральдична емблема святого Катберта на гербах університетів Дарему та Ньюкаслу.

## Хрест Катберта

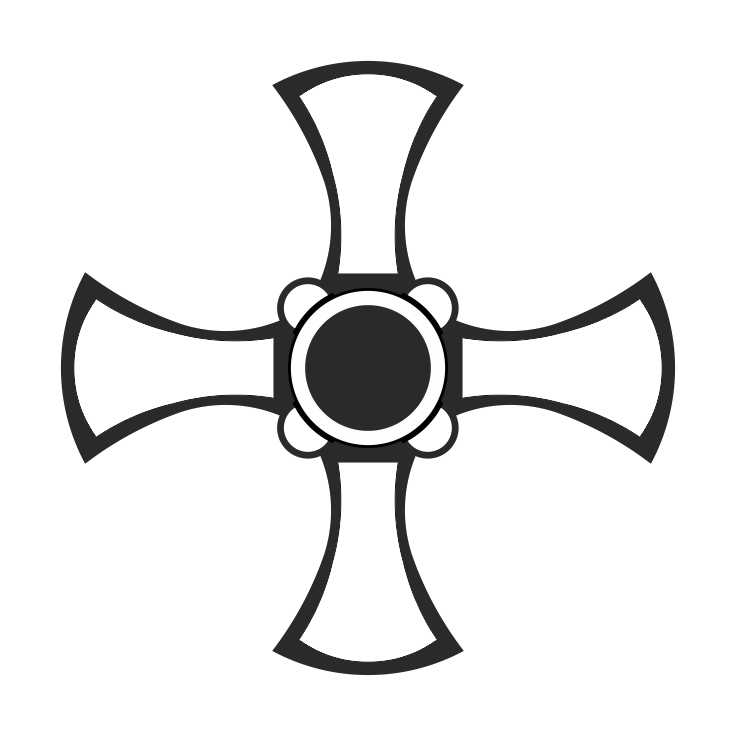
Хрест Святого Катберта

На прапорі графства Дарем з 2013 року зображено хрест Святого Катберта, на тлі синього і золотих кольорів округу. На прапорі графства Керкубрі у Шотландії з 2016 року також зображено хрест Святого Катберта, від імені якого походить назва графства. Хрест Святого Катберта представлений як головний знак на гербі Даремського університету, наданому в 1843 році. Він виглядає як Срібний Хрест Святого Катберта Гулса, на кантоні Лазурний, шеврон або між трьома левами, що розгулюють перший («Червоний хрест Святого Кутберта на срібному щиті з трьома срібними левами, що борються навколо золотого шеврона на синьому квадраті у верхньому лівому куті»). Хрест також зображений на гербах багатьох коледжів, що входять до нього. 

Прапор графства Дарем, Англія

Прапор графства Керкубрі, Шотландія

Ньюкаслський університет, колишній Королівський коледж Даремського університету, також має на гербі Хрест Святого Катберта, наданий у 1937 році. Герб Університету Ньюкасла представлений лазуровим гербом, хрестом Святого Катберта Срібного, а також головним зображенням останній лев пасант охоронець Гулес. («Срібний хрест Святого Катберта на блакитному щиті з червоним левом, який йде і дивиться на вас на срібній верхній третій частині щита»). Хрест Святого Катберта також зображений на значках двох англіканських середніх шкіл. У Тайні та Вірі, а саме в школах Dame Allan та середній школі Sunderland.
Товариство Святого Катберта в коледжі Даремського університету, засноване у 1888 році, назване на його честь і розташоване лише за декілька хвилин ходьби від труни святого в Даремському соборі. Товариство святкує День Святого Катберта щороку 20 березня або близько нього. «Cuth's Day», щорічний день коледжу, відзначається у пасхальний семестр з музикою, розвагами та випивкою. Cuddy's Corse – це пішохідний маршрут між Честер-Ле-Стріт і Даремським собором. Він позначає подорож між двома останніми місцями спочинку труни.

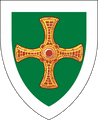
Герб Даремського університету

Емблема товариства Святого Катберта Даремського університету

Святий Катберт також є покровителем коледжу Святого Катберта в Епсомі, Нова Зеландія. День святого Катберта 21 березня є святковим днем школи. Будинки школи названі на честь важливих місць у житті святого: Данблейн (жовтий), Елгін (зелений), Іона (фіолетовий), Келсо (синій), Ліндісфарн (білий), Мелроуз (червоний), Йорк (помаранчевий) і Дарем (рожевий).
St. Cuthbert's High School, римо-католицька школа в Ньюкасл-апон-Тайн, названа на честь святого. День святого Катберта відзначається месою, а шкільні молитви включають посилання на свого святого покровителя. Вони завжди закінчуються закликом «Святий Катберте, молись за нас». На шкільному бейджі зображено убір єпископа в зв’язку з часами, коли святий Катберт був єпископом, а також качка, що відображає його любов до тварин.
Ще одна римсько-католицька середня школа, яка носить ім’я Святого Катберта – St. Cuthbert's RC High School у Рочдейлі. Заснована в 1968 році як школа Єпископа Хеншоу, наприкінці 1980-х вона була перейменована на свою теперішню назву. Значок школи містить хрест Святого Катберта та девіз «У Христі ми служимо».
Кооперативне товариство Св. Катберта (тепер Скотмід ) відкрило свій перший магазин в Единбурзі в 1859 році та розширилося до одного з найбільших кооперативів у Шотландії. До 1985 року їхній молокозавод використовував кінні транспортні засоби. Між 1944 і 1959 роками на цьому підприємстві працював молочником Шон Коннері, який пізніше зіграв Джеймса Бонда.
Римо-католицька єпархія Хексема і Ньюкасла вважає святого Катберта своїм покровителем, а свячення єпископів у єпархії завжди відбувається 20 березня, у день свята Катберта в Католицькій Церкві.
Багато церков названо на честь Катберта. Православна громада в Честерфілді, Англія, взяла святого Катберта своїм покровителем.
Скам’янілі криноїдні стовпчики, витягнуті з вапняку, видобутого у Ліндісфарні, або знайдені викинутими вздовж берега, які були нанизані на намиста чи чотки, які стали відомі як намистини (чотки) Святого Катберта.
У Нортумберленді птах ґаґа відомий як качка Катберта. Перебуваючи на островах Фарн, Катберт ввів спеціальні закони для захисту качок та інших морських птахів, які гніздяться на островах. Вони все ще розмножуються тисячами біля узбережжя Нортамберленда. Ці закони один з найдавніших природоохоронних прецедентів у законодавстві Великої Британії.
У Камбрії цивільна парафія та село Холм Сент-Катберт названі на його честь, як і парафіяльна церква. Це сільська місцевість з одним більшим селом і численними меншими хуторами.
Шлях Святого Катберта – це пішохідний паломницький маршрут на великі відстані, один із Великих маршрутів Шотландії.
20 березня англіканська церква вшановує Катберта малим святом. Альтернативне святкування в Римо-Католицькій Церкві Англії 4 вересня.